# Dashavatara

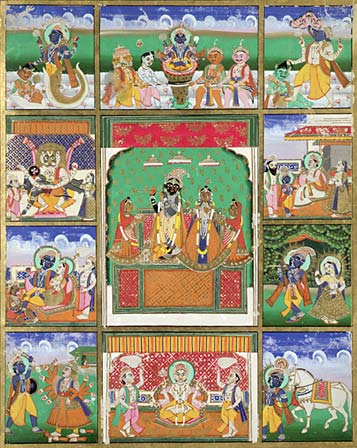
10 avatares de Vishnu, (sentido de reloj, desde arriba en izquierda) Matsya, Kurma, Varaha, Vamana, Krishna, Kalki, Buddha, Parshurama, Rama y Narasimha, (en el centro) Radha y Krishna. Pintura del Victoria and Albert Museum

Dashavatara (Sanskrit: दशावतार, daśāvatāra) se refiere a diez avatares de Vishnu, el dios hindú de la preservación. Vishnu se dice que desciende en forma de un avatar para restaurar el orden cósmico. 
La lista de Dashavatara varía a través de sectas y regiones. La lista está es: Matsya, Kurma, Varaha, Narasimha, Vamana, Parashurama, Rama, Krishna, Gautama Buddha y Kalki. Alguns veces, Krishna reemplaza a Vishnu como la fuente de todos los avatares y Balarama toma el lugar de Krishna en la lista. En otras versiones, Buddha puede ser bajado de la lista y ser sustituido por deidades regionales como Vithoba o Jagannath, o Balarama.